# Iburi-Linie
| Streckenlänge: | 83,0 km + 7,5 km  |                          |           |
| Spurweite: | 1067 mm (Kapspur) |                          |           |
| Zweigleisigkeit: | nein              |                          |           |
| |                   |                          |           |
| \| \| 0,0 \| Datemombetsu (伊達紋別) \| 1925– \| \| \| \| ↑→ Muroran-Hauptlinie \| 1925– \| \| \| 5,1 \| Kami-Nagawa (上長和) \| 1940–1986 \| \| \| 10,3 \| Sōbetsu (壮瞥) \| 1940–1986 \| \| \| 17,1 \| Kubonai (久保内) \| 1940–1986 \| \| \| 23,1 \| Bankei (蟠渓) \| 1940–1986 \| \| \| 27,5 \| Kita-Yuzawa (北湯沢) \| 1940–1986 \| \| \| 30,3 \| Yūtoku (優徳) \| 1940–1986 \| \| \| 35,0 \| Shin-Ōtaki (新大滝) \| 1940–1986 \| \| \| 43,7 \| Oroen (尾路遠) \| 1941–1985 \| \| \| 48,4 \| Misono (御園) \| 1941–1986 \| \| \| 53,5 \| Kita-Suzukawa (北鈴川) \| 1941–1986 \| \| \| 0,7* \| Kimobetsu (喜茂別) \| 1928–1944 \| \| \| \| \| \| \| \| 59,20,0* \| Kimobetsu (喜茂別) \| 1941–1986 \| \| \| 62,9 \| Rusan (留産) \| 1928–1986 \| \| \| 65,0 \| Minami-Kyōgoku (南京極) \| 1928–1986 \| \| \| 68,4 \| Higashi-Kyōgoku (東京極) \| 1962–1986 \| \| \| 7,5** \| Wakikata (脇方) \| 1920–1970 \| \| \| \| \| \| \| \| 69,60,0** \| Kyōgoku (京極) \| 1919–1986 \| \| \| 72,6 \| Kitaoka (北岡) \| 1960–1986 \| \| \| 74,9 \| Kambetsu (寒別) \| 1919–1986 \| \| \| 78,4 \| Sangō (参郷) \| 1960–1986 \| \| \| 80,4 \| Rokugō (六郷) \| 1919–1986 \| \| \| \| ←↓ Hakodate-Hauptlinie \| 1904– \| \| \| 83,0 \| Kutchan (倶知安) \| 1904– \| |                   |                          |           |
| Bahnhof | 0,0               | Datemombetsu (伊達紋別)  | 1925–     |
| Abzweig ehemals geradeaus und nach links |                   | ↑→ Muroran-Hauptlinie    | 1925–     |
| Haltepunkt / Haltestelle (Strecke außer Betrieb) | 5,1               | Kami-Nagawa (上長和)     | 1940–1986 |
| Haltepunkt / Haltestelle (Strecke außer Betrieb) | 10,3              | Sōbetsu (壮瞥)           | 1940–1986 |
| Bahnhof (Strecke außer Betrieb) | 17,1              | Kubonai (久保内)         | 1940–1986 |
| Haltepunkt / Haltestelle (Strecke außer Betrieb) | 23,1              | Bankei (蟠渓)            | 1940–1986 |
| Haltepunkt / Haltestelle (Strecke außer Betrieb) | 27,5              | Kita-Yuzawa (北湯沢)     | 1940–1986 |
| Haltepunkt / Haltestelle (Strecke außer Betrieb) | 30,3              | Yūtoku (優徳)            | 1940–1986 |
| Bahnhof (Strecke außer Betrieb) | 35,0              | Shin-Ōtaki (新大滝)      | 1940–1986 |
| Haltepunkt / Haltestelle (Strecke außer Betrieb) | 43,7              | Oroen (尾路遠)           | 1941–1985 |
| Bahnhof (Strecke außer Betrieb) | 48,4              | Misono (御園)            | 1941–1986 |
| Haltepunkt / Haltestelle (Strecke außer Betrieb) | 53,5              | Kita-Suzukawa (北鈴川)   | 1941–1986 |
| Betriebsstelle Streckenanfang (Strecke außer Betrieb) · Strecke (außer Betrieb) | 0,7*              | Kimobetsu (喜茂別)       | 1928–1944 |
| |                   |                          |           |
| Bahnhof (Strecke außer Betrieb) | 59,20,0*          | Kimobetsu (喜茂別)       | 1941–1986 |
| Haltepunkt / Haltestelle (Strecke außer Betrieb) | 62,9              | Rusan (留産)             | 1928–1986 |
| Haltepunkt / Haltestelle (Strecke außer Betrieb) | 65,0              | Minami-Kyōgoku (南京極)  | 1928–1986 |
| Haltepunkt / Haltestelle (Strecke außer Betrieb) | 68,4              | Higashi-Kyōgoku (東京極) | 1962–1986 |
| Haltepunkt / Haltestelle Streckenanfang (Strecke außer Betrieb) · Strecke (außer Betrieb) | 7,5**             | Wakikata (脇方)          | 1920–1970 |
| |                   |                          |           |
| Bahnhof (Strecke außer Betrieb) | 69,60,0**         | Kyōgoku (京極)           | 1919–1986 |
| Haltepunkt / Haltestelle (Strecke außer Betrieb) | 72,6              | Kitaoka (北岡)           | 1960–1986 |
| Haltepunkt / Haltestelle (Strecke außer Betrieb) | 74,9              | Kambetsu (寒別)          | 1919–1986 |
| Haltepunkt / Haltestelle (Strecke außer Betrieb) | 78,4              | Sangō (参郷)             | 1960–1986 |
| Haltepunkt / Haltestelle (Strecke außer Betrieb) | 80,4              | Rokugō (六郷)            | 1919–1986 |
| Abzweig ehemals geradeaus und von rechts |                   | ←↓ Hakodate-Hauptlinie   | 1904–     |
| Bahnhof | 83,0              | Kutchan (倶知安)         | 1904–     |

Die Iburi-Linie (jap. 胆振線, Iburi-sen) war eine Eisenbahnstrecke im Westen der japanischen Insel Hokkaidō. Sie wurde zwischen 1919 und 1941 in vier Etappen eröffnet, verband Date mit Kutchan und war bis 1986 in Betrieb.

## Beschreibung
Insgesamt hatte die Iburi-Linie eine Länge von 90,5 km, zusammengesetzt aus der 83,0 km langen Hauptstrecke und einer 7,5 km langen Zweigstrecke. Beide hatten eine Spurweite von 1067 mm (Kapspur) und waren nicht elektrifiziert. Vom Bahnhof Datemombetsu an der Muroran-Hauptlinie aus führte die Hauptstrecke zunächst nordostwärts durch das Osaru-Tal, vorbei am Usu-zan und anderen Vulkanen. Nördlich von Shin-Ōtaki bog die Strecke nach Nordwesten ab und führte anschließend durch das Shirebetsu-Tal. Nachdem sie den Vulkan Yōtei-zan an dessen Ost- und Nordseite passiert hatte, endete sie schließlich im Bahnhof Kutchan, wo Anschluss an die Hakodate-Hauptlinie bestand. Die Zweigstrecke führte vom Bahnhof Kyōgoku aus ostwärts durch ein Seitental nach Wakikata und erschloss dort ein Eisenerzbergwerk.
Neben Personenzügen, welche die ganze Strecke befuhren, verkehrten auch solche auf den Teilstrecken Datemombetsu–Kubonai, Datemombetsu–Shin-Ōtaki und Misono–Kutchan. Von 1962 bis 1980 verkehrte an Wochenenden zusätzlich der Iburi-Express, im Uhrzeigersinn von Sapporo über Tomakomai, Higashi-Muroran, Datemombetsu, Kutchan und Otaru zurück nach Sapporo.

## Geschichte
Hauptgrund für den Bau einer Bahnstrecke in dieser dünn besiedelten, überwiegend landwirtschaftlich genutzten Gegend war die Erschließung großer Eisenerzvorkommen östlich von Kutchan. Das abgebaute Erz sollte insbesondere in den Stahlwerken von Muroran verarbeitet werden. Zunächst errichtete das Eisenbahnministerium ein 13,4 km langes Teilstück der Kyōgoku-Kleinbahn (京極軽便線, Kyōgoku-keibensen) zwischen dem Bahnhof Kutchan und Kyōgoku, das am 15. November 1919 in Betrieb ging. Die Strecke wurde am 15. Juli 1920 um weitere 7,5 km bis zum Bahnhof Wakikata beim Kutchan-Bergwerk verlängert, wobei das Stahlunternehmen Japan Steel Works sämtliche dafür benötigten Schienen kostenlos zur Verfügung stellte. Nach dem Auslaufen des Kleinbahngesetzes erfolgte im September 1922 die Umbenennung der Strecke in Kyōgoku-Linie (京極線, Kyōgoku-sen).
Im Februar 1925 wurde die private Bahngesellschaft Iburi Tetsudō gegründet. Nach fast zweijähriger Bauzeit eröffnete sie am 21. Oktober 1928 die an die Kyōgoku-Linie anschließende, 10,8 km lange Strecke zwischen Kyōgoku und Kimobetsu. Im September 1936 folgte die Gründung einer weiteren Privatbahngesellschaft, der Iburi Jūkan Tetsudō, die im Mai 1937 mit dem Streckenbau begann. Rund dreieinhalb Jahre später, am 15. Dezember 1940, nahm sie das 35,0 km lange Teilstück zwischen dem Bahnhof Datemombetsu und Shin-Ōtaki in Betrieb. Im September 1941 ging die Iburi Tetsudō nach einer Fusion in der Iburi Jūkan Tetsudō auf. Letztere eröffnete kurz danach, am 12. Oktober 1941, die fehlenden 24,2 km zwischen Shin-Ōtaki und Kimobetsu. Für die nächsten drei Jahre gab es in Kimobetsu zwei Bahnhöfe, wobei der ältere zusammen mit einem 0,7 km langen Abschnitt nur noch für den Güterverkehr genutzt wurde.
Während des Pazifikkriegs strebte der japanische Staat danach, verschiedene Privatbahnen von strategisch wichtiger Bedeutung, die nach der ersten Verstaatlichungswelle von 1906/07 entstanden waren, unter seine Kontrolle zu bringen. Entsprechend einer 1941 erlassenen Verordnung waren insgesamt 22 Bahngesellschaften von der Verstaatlichung betroffen, darunter die Iburi Jūkan Tetsudō, die am 1. Juli 1944 in staatlichen Besitz überging. Am selben Tag wurde ihre Strecke mit der Kyōgoku-Linie zur neuen Iburi-Linie zusammengelegt. Allerdings vermochte sie kaum die ihr zugedachte strategische Rolle zu erfüllen. Grund dafür waren Eruptionen des Vulkans Usu-zan, die zwischen Dezember 1943 und September 1945 die Entstehung des Kryptodoms Shōwa-shinzan zur Folge hatten. Die sich auftürmenden Lavaschichten beschädigten in der Nähe von Sōbetsu wiederholt die Bahnstrecke, was mehrmals Unterbrechungen und Reparaturarbeiten erforderlich machte.
Nach der Schließung des Kutchan-Bergwerks im Oktober 1969 nahm das Verkehrsaufkommen auf der Wakikata-Zweigstrecke markant ab, weshalb die Japanische Staatsbahn sie am 1. November 1970 stilllegte. Eine erneute schwere Eruption des Usu-zan am 7. August 1977 unterbrach die Iburi-Linie zwischen Datemombetsu und Shin-Ōtaki während mehrerer Wochen. Erst am 30. September 1977 konnte der Verkehr durchgehend wieder aufgenommen werden. Am 1. November 1986 legte die Staatsbahn die gesamte Iburi-Linie wegen fehlender Rentabilität still. Sie wurde daraufhin durch eine Buslinie der Gesellschaft Dōnan Bus ersetzt.

## Liste der Bahnhöfe
| Name                     | km           | Anschlusslinien       | Lage         | Ort          |
| Hauptstrecke             | Hauptstrecke | Hauptstrecke          | Hauptstrecke | Hauptstrecke |
| ------------------------ | ------------ | --------------------- | ------------ | ------------ |
| Datemombetsu (伊達紋別)  | 00,0         | Muroran-Hauptlinie    | Koord.       | Date         |
| Kami-Nagawa (上長和)     | 05,1         |                       | Koord.       | Date         |
| Sōbetsu (壮瞥)           | 10,3         |                       | Koord.       | Sōbetsu      |
| Kubonai (久保内)         | 17,1         |                       | Koord.       | Sōbetsu      |
| Bankei (蟠渓)            | 23,1         |                       | Koord.       | Sōbetsu      |
| Kita-Yuzawa (北湯沢)     | 27,5         |                       | Koord.       | Date         |
| Yūtoku (優徳)            | 30,3         |                       | Koord.       | Date         |
| Shin-Ōtaki (新大滝)      | 35,0         |                       | Koord.       | Date         |
| Oroen (尾路遠)           | 43,7         |                       | Koord.       | Date         |
| Misono (御園)            | 48,4         |                       | Koord.       | Kimobetsu    |
| Kita-Suzukawa (北鈴川)   | 53,5         |                       | Koord.       | Kimobetsu    |
| Kimobetsu (喜茂別)       | 59,2         |                       | Koord.       | Kimobetsu    |
| Rusan (留産)             | 62,9         |                       | Koord.       | Kimobetsu    |
| Minami-Kyōgoku (南京極)  | 65,0         |                       | Koord.       | Kyōgoku      |
| Higashi-Kyōgoku (東京極) | 68,4         |                       | Koord.       | Kyōgoku      |
| Kyōgoku (京極)           | 69,6         | Wakikata-Zweigstrecke | Koord.       | Kyōgoku      |
| Kitaoka (北岡)           | 72,6         |                       | Koord.       | Kyōgoku      |
| Kambetsu (寒別)          | 74,9         |                       | Koord.       | Kutchan      |
| Sangō (参郷)             | 78,4         |                       | Koord.       | Kutchan      |
| Rokugō (六郷)            | 80,4         |                       | Koord.       | Kutchan      |
| Kutchan (倶知安)         | 83,0         | Hakodate-Hauptlinie   | Koord.       | Kutchan      |
| Wakikata-Zweigstrecke    |              |                       |              |              |
| Kyōgoku (京極)           | 00,0         |                       |              | Kyōgoku      |
| Wakikata (脇方)          | 07,5         |                       | Koord.       | Kyōgoku      |